# Birchip
Birchip – miasto w Australii, w stanie Wiktoria.